# غوستاف شلنبرغر
غوستاف شلنبرغر (1882-1963) (بالإنجليزية: Gustav August Ludwig David Schellenberg)‏ هو عالم نبات ألماني.